# Il macigno
Il macigno („Der Fels“) ist eine Oper in zwei Akten des italienischen Komponisten Victor de Sabata mit einem Libretto von Alberto Colantuoni. Die Oper wurde am 31. März 1917 im Teatro alla Scala in Mailand uraufgeführt. Für eine Aufführung in Turin 1935 wurde die Oper in Driada umbenannt und in drei Akte aufgeteilt. Die Partitur wurde während des Zweiten Weltkriegs bei der Bombardierung Mailands im Jahr 1943 vernichtet. Nur ein Klavierauszug und das Libretto sind erhalten.

## Musiknummern
Erster Akt
- Preludio e Introduzione: Chi gunge per Santa Palazia? (Chor, Lionetta, Martano)
- Empirò la tua soglia (Lionetta, Driada, Chor)
- Fiata il vespro sui clivi (Chor)
- Driada, Driada! (Martano, Driada, Búttaro)
- Posa il tuo ferro (Gian della Tolfa, Chor, Martano)
- Per la sera fasciata (Driada, Ibetto)
- A la catasta! (Martano, Driada, Ibetto)

Zweiter Akt, Teil 1
- Levata, s’è la stella – Driada (Ibetto, Driada)
- Scendono! – E la pieve rintocca a mattutino (Lionetta, Donne)
- Genti del monte (Gian della Tolfa, Priore, Chor)
- Falce, mia falce! – (Martano)
- Orsù disciogliete l’abbraccio! (Gian della Tolfa, Martano, Chor, Allodio Fosca, Gancitello)

Zweiter Akt, Teil 2 (dritter Akt)
- Giunto sei? (Gianni Ocricchio, Gabaldo di Norcia, Smozzato, Fusco Cammarese, Ibetto)
- Immota sei ma viva, creatura?! (Ibetto, Driada)
- Ah no! È febbre! Follia! (Ibetto, Driada, Martano, Chor)